# Nelson Rodrigues

Nelson Rodrigues, 1971

Signatur Nelson Rodrigues

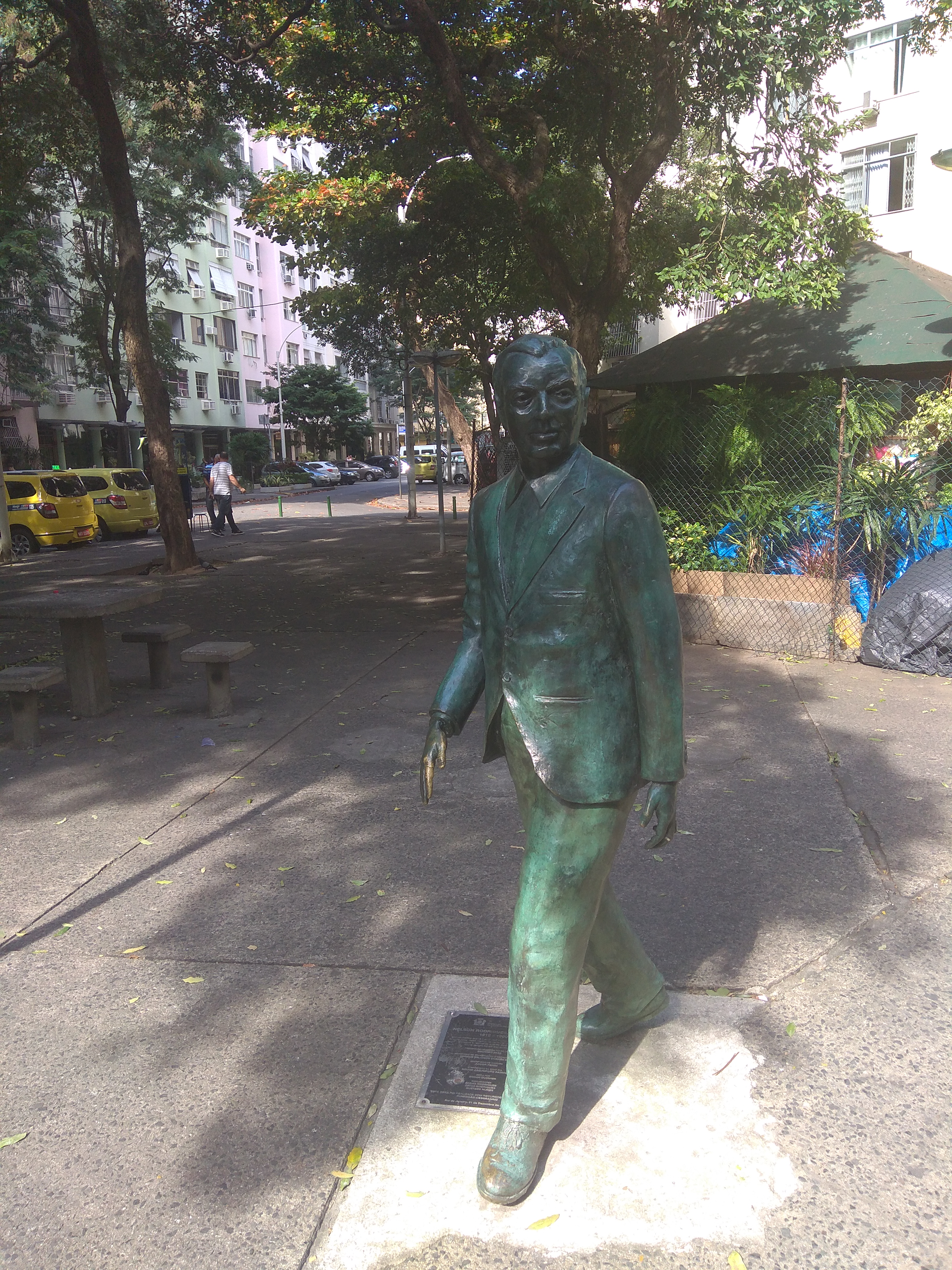
Lebensgroße Statue Nelson Rodrigues, Avenida Nossa Senhora de Copacabana, Rio de Janeiro

Nelson Falcão Rodrigues (* 23. August 1912 in Recife; † 21. Dezember 1980 in Rio de Janeiro) war ein brasilianischer Schriftsteller, Dramatiker und Journalist.
Rodrigues war ein kritischer Chronist der brasilianischen Gesellschaft. Legendär sind auch seine Fußballkolumnen. Vor allem aber gilt er als wichtigster brasilianischer Dramatiker. Die Uraufführung seines zweiten Theaterstücks, Vestido de noiva (Das Brautgewand), im Jahr 1943 begründete eine neue Ära des brasilianischen Theaters. Das Werk galt als revolutionär sowohl durch die auf mehreren Ebenen (Realität, Erinnerung und Halluzination der Protagonistin Alaíde) spielende Handlung und die Auslotung der Psyche der Charaktere als auch durch den unprätentiösen Gebrauch der brasilianischen Umgangssprache. Die Uraufführungs-Inszenierung durch den vom expressionistischen Theater geprägten jüdisch-polnischen Exil-Regisseur Zbigniew Ziembinski am Theatro Municipal in Rio de Janeiro wurde ein durchschlagender Erfolg und war für Nelson Rodrigues der Durchbruch als Dramatiker.
Mit seinen Dramen A falecida (Begräbnis Erster Klasse), O beijo no asfalto (Kuss im Rinnstein), Boca de ouro (Der Mann mit dem goldenen Gebiss) und weiteren Stücken aus dem Alltag Rio de Janeiros schuf Nelson Rodrigues ein neues Genre: die Tragédia carioca, Vorstadttragödien, in deren Zentrum das Schicksal von Menschen der Mittelschicht in Rio de Janeiro stand, vor allem auch das von Frauen.

## Leben
Nelson Rodrigues wurde 1912 in Recife als fünftes Kind des Journalisten Mário Leite Rodrigues (1885–1930) und Maria Esther Falcão geboren. 1915 zieht die Familie in die Hauptstadt Rio de Janeiro, wo sie zunächst in der Vorstadt Aldeia Campista lebt. Nelson selbst betont in seinen Memoiren den großen Einfluss des armen Vorstadtviertels auf seine Kindheit und Jugend, es sollte ihm später als Inspiration für viele seiner Werke dienen. Sein großes Vorbild war sein Vater Mário, der sich in Rio de Janeiro als Journalist schnell einen Namen machte, schon 1922 zum Chefredakteur der großbürgerlichen Zeitung Correio da Manhã aufstieg. Mário Rodrigues gründete 1925 die erste eigene Zeitung, A Manhã, und noch im gleichen Jahr, im Alter von 13 Jahren, begann Nelson seine journalistische Karriere bei der Zeitung des Vaters, zunächst als Polizeireporter. Hier sammelte er Erfahrungen für sein weiteres journalistisches, literarisches und dramatisches Schreiben. In den 1920er Jahren erlebte die Familie einen finanziellen und gesellschaftlichen Aufschwung, doch folgte schon bald eine Reihe traumatischer Erfahrungen: 1929 wurde Nelsons Bruder Roberto vor seinen Augen erschossen, der Vater starb kurz darauf. Wenig später, mit dem Machtantritt des Präsidenten Getúlio Vargas, dem ‚Vater‘ des totalitären Estado Novo, wurde die Zeitung A Manhã geschlossen. Die Familie stand erneut vor dem finanziellen Ruin. Kurz nachdem Nelson Rodrigues wie sein Bruder Mário Leite Rodrigues Filho, der als Begründer des Sportjournalismus in Brasilien gilt und nach dem später das Maracanã-Stadion benannt wurde, als Sportredakteur bei der Zeitung O Globo zu arbeiten anfing, erkrankte er 1934 an Tuberkulose und verbrachte mehrere Jahre in einem Sanatorium in Campos do Jordão, das er in Anspielung auf Dostojewski und Thomas Mann seinen Zauberberg und sein Totenhaus nannte. Einige Jahre später starb sein jüngerer Bruder Jofre im „Sanatorinho“ in seinen Armen.
Wieder zurück in der Redaktion begann er neben seiner journalistischen Tätigkeit in den 1940er Jahren Theaterstücke zu schreiben. Sein erstes Stück A Mulher sem pecado (Frau ohne Sünde, UA 1941) war wenig erfolgreich, doch schon zwei Jahre später gelang ihm mit seinem zweiten Theaterstück, Vestido de noiva, der Durchbruch als Autor.
Im Jahr 1945 verließ Nelson Rodrigues die Zeitung O Globo und begann bei Diários Associados zu arbeiten. Etwa zur gleichen Zeit veröffentlichte er seinen ersten Roman, Meu destino é pecar (Mein Schicksal ist zu sündigen), unter dem Pseudonym Suzana Flag. Parallel dazu entstanden weitere Theaterstücke, wie Álbum de família (Familienalbum), Anjo negro (Schwarzer Engel) und Senhora dos afogados (Unsere Liebe Frau der Ertrunkenen). Hier begann ein weiteres Kapitel im Leben von Nelson Rodrigues: die Verfolgung durch die Zensurbehörde. Er wurde zu einem der meistzensierten Theaterautoren Brasiliens. Doch ließ er sich nicht beirren. Er schrieb und veröffentlichte weiterhin Theaterstücke, auch wenn sie jahrelang nicht aufgeführt werden durften.
Im Jahr 1950 begann Nelson Rodrigues bei Samuel Wainers Zeitung Ultima Hora zu arbeiten, wo er nahezu ein Jahrzehnt lang seine legendären Geschichten, die das Leben schrieb verfasste, die unter der Rubrik „A vida como ela é“ (Das Leben, wie es ist) erschienen. Diese überaus beliebten Kurzgeschichten, die die Auflage der Zeitung in die Höhe schnellen ließ, basierten auf Erlebnissen und Gesprächen aus seinem Alltag.
Nelson Rodrigues veröffentlichte bis zu seinem Lebensende Theaterstücke, Romane und Crônicas, hatte jedoch im Laufe der Jahre auch immer wieder mit Zensur und Kritik zu kämpfen. Im Jahr 1980 starb er nach langer Krankheit im Alter von 68 Jahren.

## Literarisches Schaffen
Nelson Rodrigues hat im Laufe seines Lebens 17 Theaterstücke, zahlreiche Romane und tausende von Kurzgeschichten geschrieben. Seine größten Erfolge verzeichnete er jedoch als Theaterautor. Seine Dramen gelten heute als Klassiker des modernen brasilianischen Theaters.
Der Theaterkritiker und Herausgeber der Gesamtausgabe der Theaterstücke, Sábato Magaldi, teilte das dramatische Schaffen von Nelson Rodrigues in drei Kategorien ein: psychologische und mythische Stücke sowie Tragédias cariocas. Die Bezeichnung Tragédias cariocas hatte Nelson Rodrigues selbst geprägt. Zwar billigte Nelson Rodrigues diese Kategorisierung, doch lassen sich seine vielschichtigen Werke diesem strikten Schema nicht eindeutig zuordnen, die Klassifizierung gilt heute als überholt.
Die Stücke schockierten nicht nur das Publikum, sondern erregten auch die Aufmerksamkeit der Zensur.
Im Zentrum seines Schaffens steht nicht nur die zerrüttete brasilianische Familie mit Themen wie Inzest, Mord, Vergewaltigung, Homosexualität und sexuellen Verirrungen. Im Fokus seines Gesamtwerks stehen die toxischen und scheinheiligen Gesellschaftsstrukturen insgesamt.
Lange Zeit, vor allem während der Militärherrschaft, galt Nelson Rodrigues als Kulturschande, er schädige das Ansehen Brasiliens im Ausland. Die Linke verteufelte ihn als ‚Reaktionär‘, obwohl er sich erfolgreich für die Freilassung politischer Gefangener einsetzte. Sie verzeih ihm nicht, dass er auch die Linke nicht mit seiner beißenden Kritik verschonte.
Nelson Rodrigues selbst betonte: „Was ich bis zu meinem Lebensende machen musste, war ‚unangenehmes Theater‘. Theater ist ein Abszess, ein Skalpell, eine Schere. Theater ist keine Limonade. Theater muss niedermachen, muss angreifen, damit es im Zuschauer einen Prozess in Gang setzt. Theater muss in die Untiefen des menschlichen Wesens tauchen. Wir müssen das schöne Gesicht des Menschen zeigen, das ist mir klar. Aber es gibt auch das andere Gesicht, das ist die hässliche Fratze. Darum geht es mir. Mit anderen Worten: ich mache ‚unangenehmes Theater, unangenehme Stücke‘.“ Dazu gehörten von Anfang an auch Álbum de família (Familienalbum), Anjo negro (Schwarzer Engel) und Senhora dos afogados (Unsere Liebe Frau der Ertrunkenen). Nelson Rodrigues: „Warum ‚unangenehme Stücke‘? Weil sie Pestgeruch verbreiten, dem Publikum im Parkett Typhus und Malaria auf den Hals schicken.“
Am bekanntesten sind die Tragédias cariocas, mit denen Nelson Rodrigues ein eigenes Genre begründete: Vorstadttragödien aus dem Leben der sogenannten Mittelschicht von Rio de Janeiro. Nelson Rodrigues gilt heute als bedeutendster und einflussreichster Dramatiker Brasiliens. Mit ihm hielt die Moderne Einzug ins brasilianische Theater. Er wurde stilprägend für die folgenden Generationen von Theaterautorinnen und -autoren.

## Werke

### Theaterstücke
- 1941: A mulher sem pecado
- 1943: Vestido de noiva
- 1946: Álbum de família
- 1947: Anjo negro
- 1947: Senhora dos afogados
- 1949: Dorotéia
- 1951: Valsa no. 6
- 1953: A falecida
- 1957: Viúva, porém honesta
- 1957: Perdoa-me por me traíres
- 1958: Os sete gatinhos
- 1958: Boca de ouro
- 1960: O beijo no asfalto
- 1962: Otto Lara Resende ou bonitinha, mas ordinária
- 1965: Toda nudez será castigada
- 1973: Anti-Nélson Rodrigues
- 1978: A serpente

### Romane (einige von ihnen zunächst unter dem Pseudonym „Suzana Flag“)
- 1944: Meu destino é pecar
- 1946: Escravas do amor
- 1946: Minha vida
- 1947: A Mulher que amou de mais
- 1947: O Homem proíbido
- 1948: Núpcias de fogo
- 1953: A mentira
- 1959: Asfalto selvagem (auch bekannt als Engraçadinha)
- 1966: O Casamento

### Sammlungen der Zeitungskolumnen und autobiografische Texte
- 1967: Memórias de Nélson Rodrigues
- 1968: A cabra vadia
- 1970: O óbvio ululante
- 1971: A sombra das chuteiras imortais
- 1972: A pátria em chuteiras
- 1977: O reacionário
- 1978: O remador de Ben-Hur
- 2006: A vida como ela é

### Veröffentlichungen auf Deutsch
- Goooooool! Brasilianer zu sein ist das Größte. Übersetzt und mit einem Nachwort versehen von Henry Thorau. Suhrkamp, Frankfurt a. M. 2006, ISBN 978-3-518-45767-2.
- Schwarzer Engel. In: Teatro Negro. Herausgegeben von Henry Thorau. Alexander Verlag, Berlin 2020, ISBN 978-3-89581-527-0.
- Enthalten in: Kuss im Rinnstein. Herausgegeben von Henry Thorau und Marina Spinu. Alexander Verlag, Berlin 2022, ISBN 978-3-89581-580-5.
  - Das Brautgewand.
  - Unsere Liebe Frau der Ertrunkenen.
  - Begräbnis Erster Klasse.
  - Der Mann mit dem goldenen Gebiss.
  - Kuss im Rinnstein.
  - Die Schlange.

## Hörspiele in Deutschland (Auswahl)
- 1988: Der Todeskuß – Bearbeitung und Regie: Hans Gerd Krogmann (Hörspiel – WDR)
- 1989: Begräbnis erster Klasse – Bearbeitung und Regie: Walter Adler (Hörspielbearbeitung – SFB/NDR)
- 1993: Unsere liebe Frau der Ertrunkenen – Regie: Fritz Göhler (Hörspielbearbeitung – DS Kultur)